# Joseph Bruno Slowinski
Joseph Bruno »Joe« Slowinski, ameriški herpetolog, * 15. november 1962, † 12. september 2001.
Slowinski je iz biologije diplomiral na Univerzi v Kansasu leta 1984, nato pa leta 1991 doktoriral pod mentorstvom znanega herpetologa Jay M. Savaga na Univerzi v Miamiju. 
Septembra 2001 ga je na eni izmed odprav v džunglah Mjanmara ugriznila strupenjača, Dr. Slowinski pa je za posledicami ugruza umrl, ker odprava ni pravočasno dosegla medicinske pomoči.